# Chiesa di San Giovanni Battista (Meduna di Livenza)
La chiesa di San Giovanni Battista è la parrocchiale di Meduna di Livenza, in provincia di Treviso e diocesi di Concordia-Pordenone; fa parte della forania del Basso Livenza.

## Storia
All'inizio dell'XI secolo il borgo di Meduna fu infeudato ai patriarchi di Aquileia, i quali vi costruirono un castello e una chiesa intitolata a san Nicolò.
La chiesa fu riedificata nel XIV secolo e consacrata il 4 maggio 1363 dal vescovo di Concordia Guido de Guisis; contestualmente venne reintitolata a san Giovanni Battista.
Nel 1410, allorché i medunesi accettarono di sottomettersi all'autorità imperiale, le truppe di Bartolomeo di Maniago e Natale Panciera, fratello del patriarca aquileiese Antonio Panciera che non intendeva rinunziare al possesso del borgo, incendiarono e distrussero l'intero paese, fatta eccezione per la pieve, che venne risparmiata.
Nella prima metà del Cinquecento fu costruita la nuova parrocchiale, la cui consacrazione venne celebrata nel 1545 dal vescovo di Caorle Egidio Falcetta su delega del patriarca di Aquileia Marino Grimani.

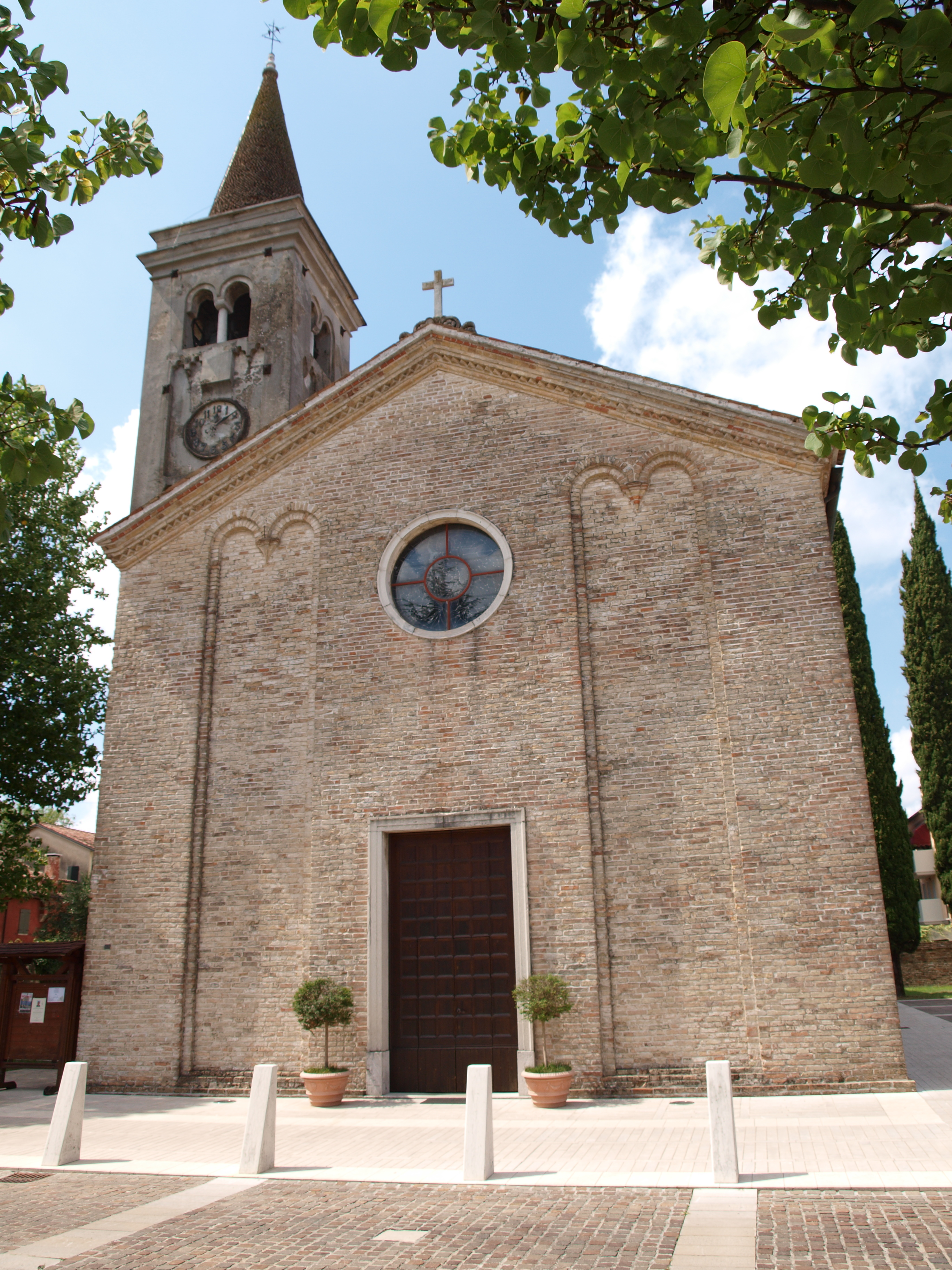
La facciata della chiesa

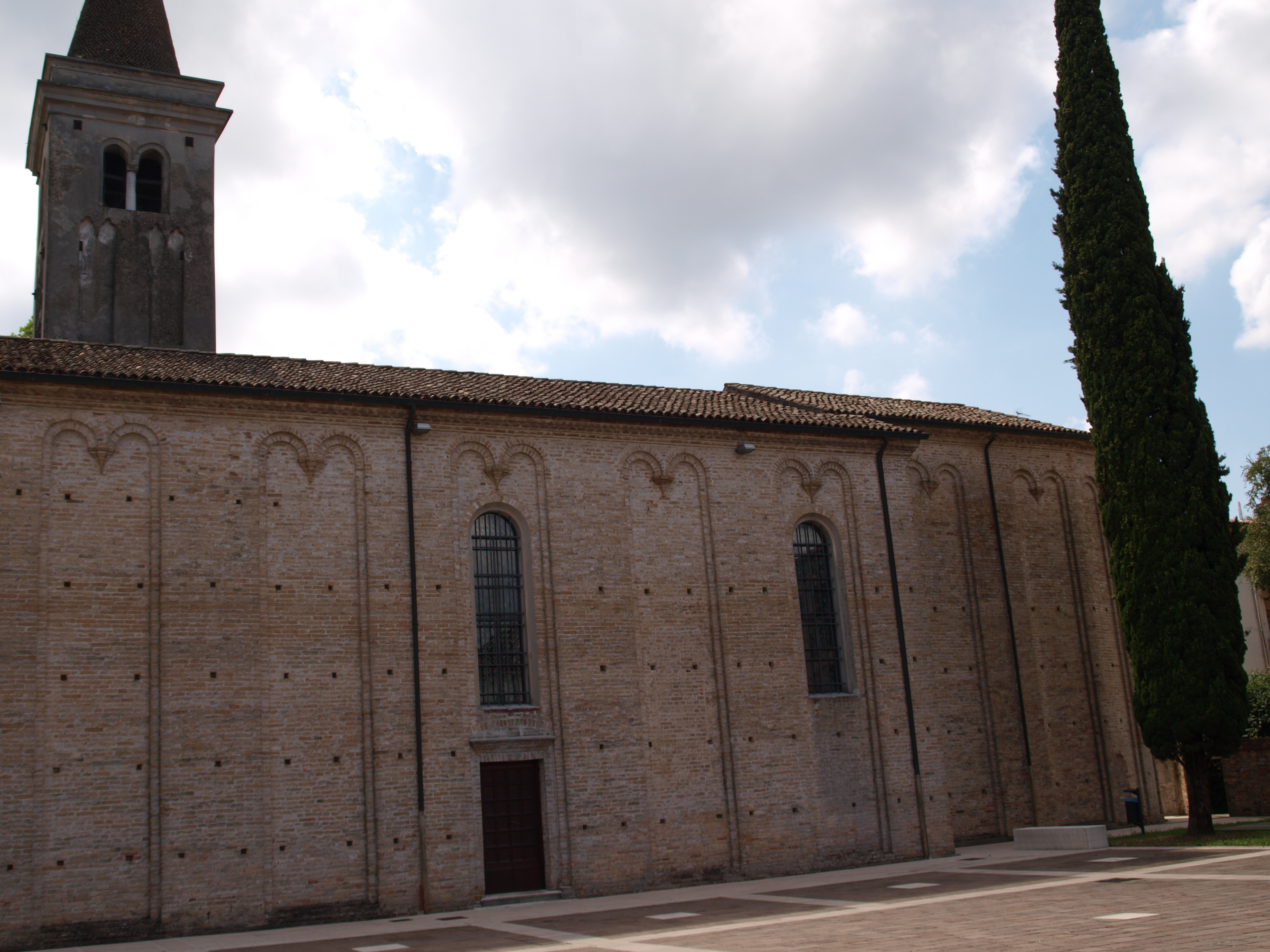
La parete esterna destra della chiesa

## Descrizione

### Esterno
La facciata a capanna della chiesa, che guarda a nordest, è in laterizio e presenta delle grosse lesene, a raccordare le quali vi sono degli archetti pensili strombati, e al centro il portale d'ingresso architravato, sovrastato dal rosone.
Annesso alla parrocchiale è il campanile a base quadrata, anch'esso in laterizio; la cella presenta una bifora per lato ed è coronata dalla guglia piramidale.

### Interno
L'interno dell'edificio si compone di un'unica navata coperta dalle capriate lignee sorreggenti il tetto; al termine dell'aula rettangolare si sviluppa il presbiterio voltato a crociera, a sua volta chiuso dall'abside semicircolare.
Qui sono conservate diverse opere di pregio, tra le quali due tele raffiguranti rispettivamente l'Ultima Cena e la Madonna con Gesù Bambino assieme ai santi Giuseppe e San Giovanni, entrambe eseguite da Jacopo Robusti, meglio noto come Tintoretto.